# Selenga
Selenga (rusă Селенга, mongolă Сэлэнгэ) este un fluviu cu o lungime de 1480 km care se varsă în lacul Baikal fiind astfel indirect un afluent al fluviului Angara care izvorăște din Baikal.
Selenga are lungimea de 1024 km din care 615 km curge pe teritoriul Mongoliei, dar împreună cu lungimea cu afluentul de pe partea dreaptă, râul Ider (456 km) Selenga are 1480 km lungime.

## Curs
Selenga izvorăște de la locul de vărsare la o distanță aeriană de 375 km sud-vest de lacul Baikal în munții Changai, munți din vestul Mongoliei ce ating înălțimea de 4031 m. Selenga ia naștere prin confluența a trei râuri Delgermörön, Ider și Bügsiin Gol, fluviul are un bazin hidrologic de  945.480 km². După formare curge spre est, nord-est traverează Mongolia și se varsă pe teritoriul Rusiei printr-o deltă în lacul Baikal. Pe traseu primește apele afluenților: 

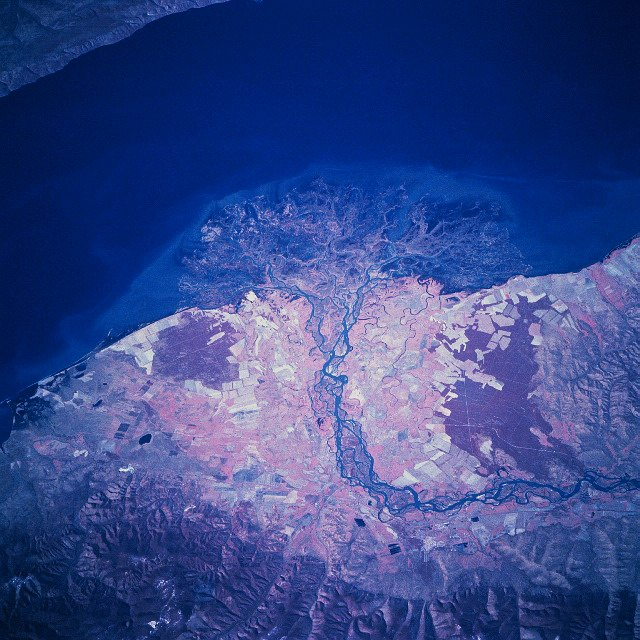
Delta fluviului Selenga

- Egiin gol,
- Orchon,
- Chilok
- Uda.

## Localități traversate
- Chutag (Mongoliai)
- Selenga (Mongoliai)
- Süchbaatar - la granița mongolo-rusă
- Ulan-Ude (Rusia)
- Selenginsk la formarea deltei de vărsare

## Imagini de pe Selenga

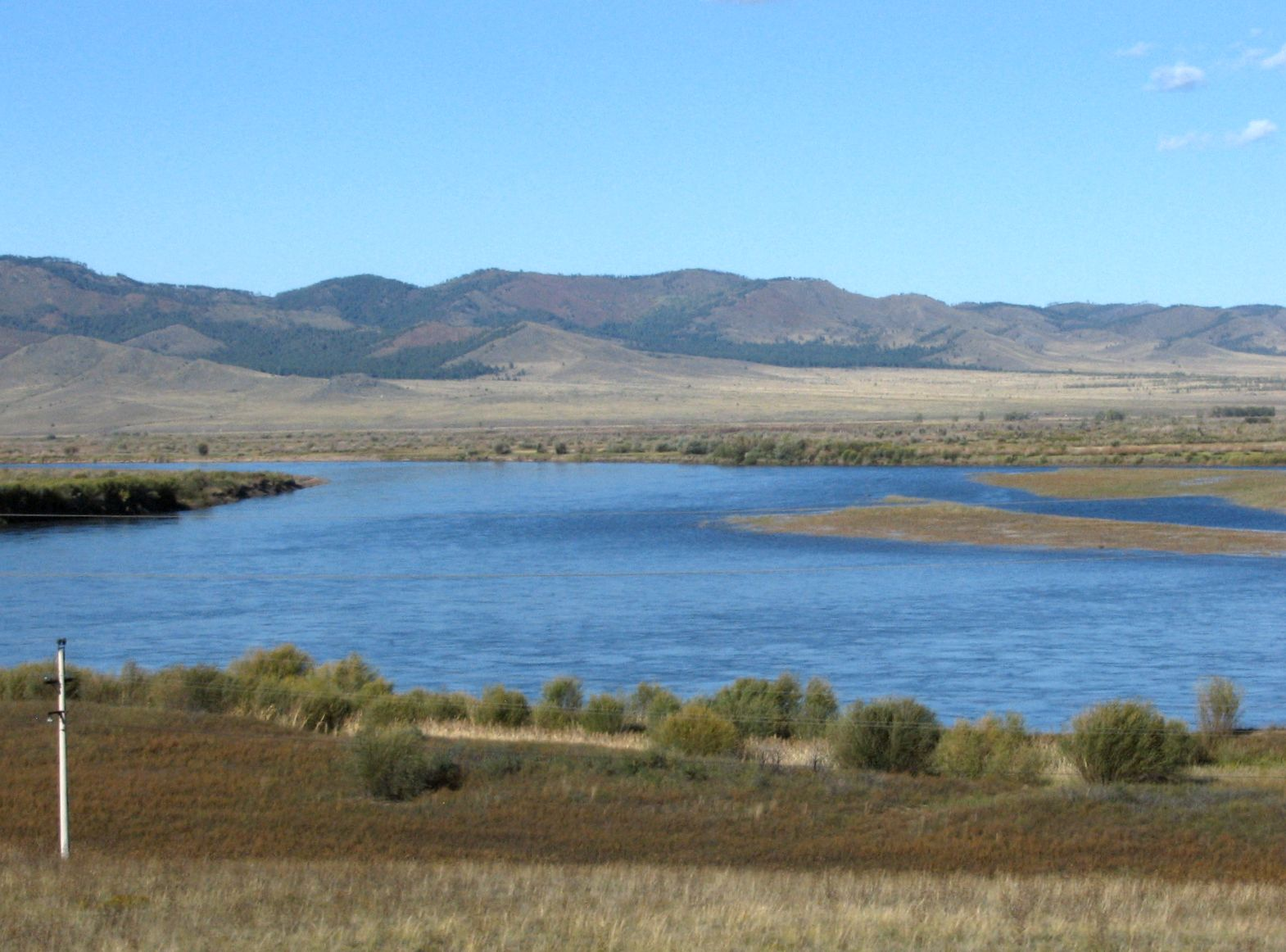
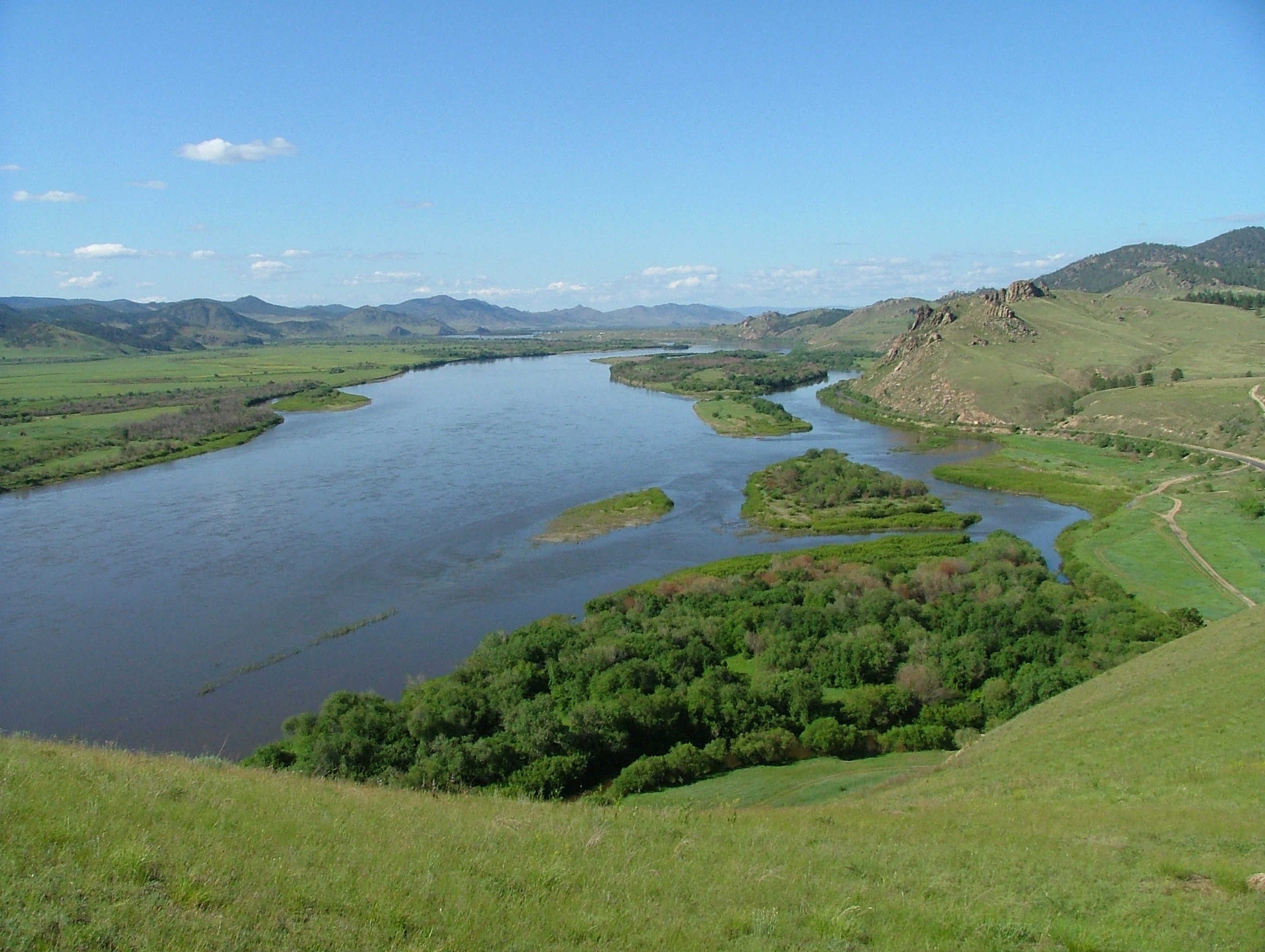